# Battaglia di Raszyn
La battaglia di Raszyn fu combattuta il 19 aprile del 1809 nei pressi del villaggio di Raszyn, vicino alla capitale polacca Varsavia, nell'ambito della guerra austro-polacca parte della guerra della quinta coalizione a sua volta nell'ambito delle guerre napoleoniche; la battaglia vide affrontarsi le forze dell'Impero austriaco, comandate dall'arciduca Ferdinando Carlo Giuseppe d'Asburgo-Este, e l'esercito del Ducato di Varsavia, guidato dal principe Józef Poniatowski e rinforzato da un piccolo contingente alleato proveniente dal Regno di Sassonia. La battaglia si concluse con una vittoria difensiva delle forze di Poniatowski, che furono in grado di respingere gli assalti austriaci; vista però la posizione precaria, Poniatowski si ritirò al termine della battaglia, lasciando Varsavia alle forze di Ferdinando.
Per questo successo il principe Poniatowski venne insignito dell'onorificenza francese della Legion d'onore.

## La battaglia
A seguito della ritirata austriaca all'altro lato del pantano, il principe Poniatowski ordinò alle sue forze di ritirarsi verso Varsavia, tuttavia, dato che le fortificazioni della città si trovavano in cattivo stato di conservazione e che il corpo di spedizione della Sassonia si ritirava verso il proprio paese, Poniatowki decise di lasciare Varsavia indifesa e ritirarsi nelle città vicine, soprattutto a Modlin e Serock). Lasciò la capitale con una piccola guarnigione per opporre resistenza al nemico che l'assediava, operando una manovra diversiva per obbligare gli austriaci a trascurare altri fronti. Durante le settimane seguenti, le truppe del generale Henryk Dabrowski difesero il territorio polacco e assediarono con la cavalleria la città di Leopoli. A questo punto, Poniatowski lasciò solo una piccola forza vicino a Varsavia per impedire agli austriaci di lasciare la capitale, e si trasferì col resto delle sue forze verso il sud, conquistando la città di Cracovia.
Il 14 ottobre del 1809 venne firmato il Trattato di Schönbrunn tra Austria e Francia, nel quale si conveniva che la prima perdeva approssimativamente 50 000 chilometri quadrati di territorio, abitati da oltre 1 900 000 persone. I territori annessi al Ducato di Varsavia includevano le terre di Zamos'c' e Cracovia, così come il cinquanta per cento delle entrate delle miniere di sale di Wieliczka.